# Stieber András
Stieber András (Sárvár, 1991. október 8. –) magyar labdarúgó, az SK Wiesmath középpályása.

## Pályafutása

### Klubcsapatokban
Pályafutását Újbudán kezdte, majd az Újpest utánpótlás csapataiban nevelkedett. 2013 nyarán egy hétig bátyja akkori csapatánál, a Greuther Fürth-nél kapott edzéslehetőséget és ugyan pályára lépett felkészülési mérkőzésen is, szerződést nem kapott a német klubtól. 2010és 2014 között az Aston Villa játékosa volt, ahol az utánpótlás, illetve a tartalékcsapatban szerepelt, utóbbi együttesben a 2013-2014-es idényben tizenkilenc alkalommal lépett pályára és két gólt szerzett. Az idény végén lejáró szerződését nem hosszabbította meg a birminghami klub, így Stieber távozott és hazatért Magyarországra, a Győri ETO csapatához. A 2014-2015-ös bajnokság tavaszi felét a Lombard Pápánál töltötte kölcsönben. 2015 nyarán ugyan szerepelt a német harmadosztályú Rot-Weiss Erfurtnál próbajátékon, végül a magyar másodosztályban szereplő Ajka játékosa lett. Tizennyolc bajnokin szerepelt a csapatban, majd egy év elteltével az ugyancsak másodosztályú Budaörs igazolta le. A 2016–2017-es szezonban 38 tétmérkőzésen 12 gólt szerzett, majd Mosonmagyróváron és Gyirmóton játszott, mielőtt 2019 januárjában visszatért volna Budaörsre. 2020 nyarán testvérével együtt az Újpest játékosa lett. 2022 februárjában kevés játéklehetőség miatt szerződést bontott az Újpest csapatával és a Haladás játékosa lett.
2023 januárjában az FC Andau csapatához igazolt.
2023 nyarán az SK Wiesmath csapatához szerződött. Egy vele készített interjúban elmondta, hogy Koszó Balázs vette rá, hogy az SK Wiesmathba igazoljon.

## Családja
Apja, Stieber József egykori profi futballista, testvére, Stieber Zoltán az MTK válogatott játékosa.

## Sikerei, díjak
Újpest FC
- Magyar Kupa győztes: 2020–21